# Bainville-aux-Miroirs

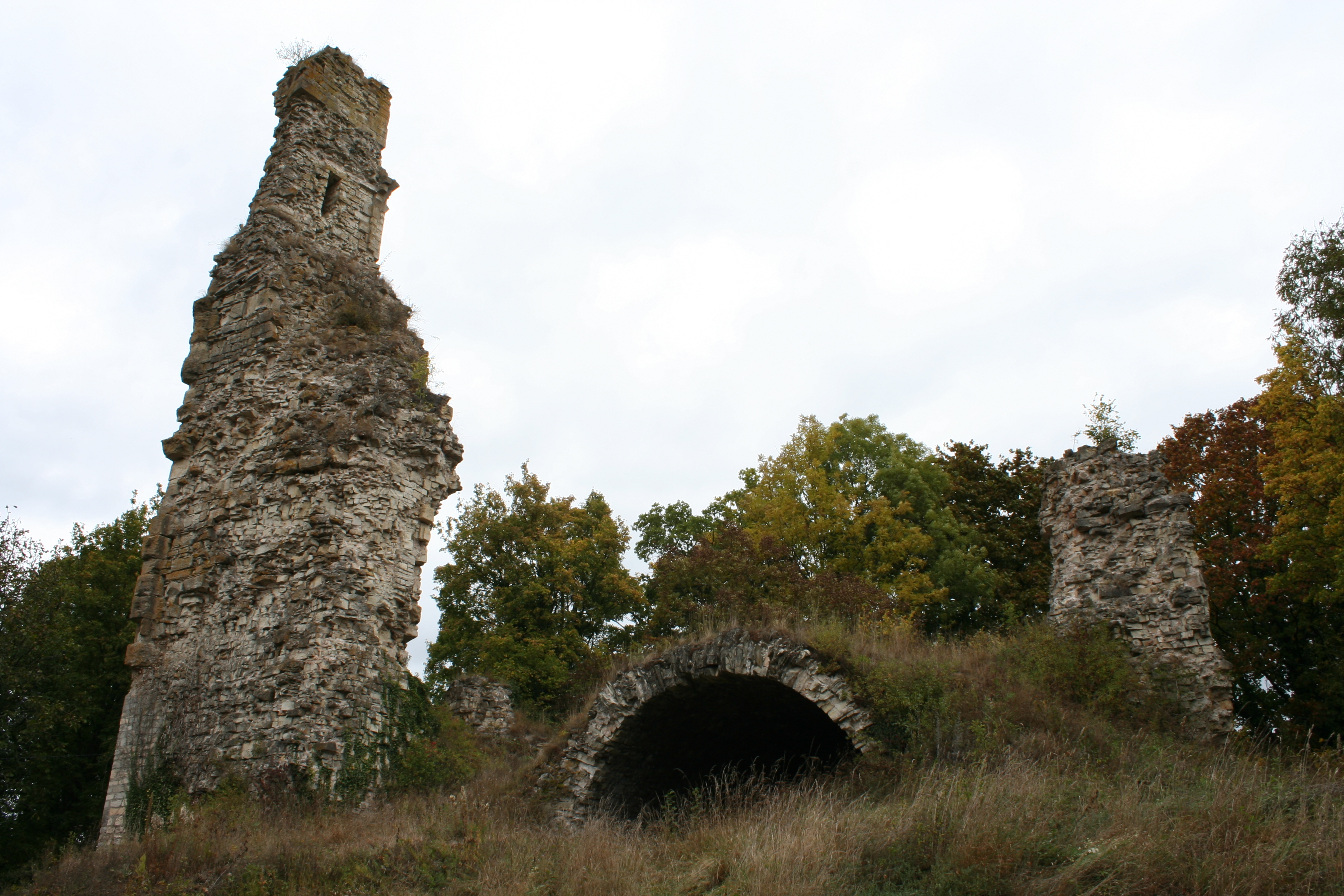
Ruiny zamku w Bainville-aux-Miroirs (2009)

Bainville-aux-Miroirs – miejscowość i gmina we Francji, w regionie Grand Est, w departamencie Meurthe i Mozela.
Według danych na rok 1990 gminę zamieszkiwało 298 osób, a gęstość zaludnienia wynosiła 44 osoby/km² (wśród 2335 gmin Lotaryngii Bainville-aux-Miroirs plasuje się na 752. miejscu pod względem liczby ludności, natomiast pod względem powierzchni na miejscu 852.).

## Populacja

Populacja Bainville-aux-Miroirs w latach 1962–2008